# الکساندر لوبانوف
الکساندر لوبانوف (روسی: Александр Лобанов؛ زادهٔ ۴ ژانویهٔ ۱۹۸۶) دروازه‌بان فوتبال اهل ازبکستان است که سابقه بازی در تیم فوتبال پرسپولیس را دارد.
وی همچنین سابقه ۲۰ بازی ملی در تیم ملی فوتبال ازبکستان را دارد.
الکساندر لوبانوف برای باشگاه‌های زیادی از جمله پخته‌کار و پرسپولیس بازی کرده‌است.